# 12983 Mattcox
12983 Mattcox este o planetă minoră (asteroid), cu un diametru de 15,635 km, din centura de asteroizi. A fost descoperită pe 24 iulie 1979 la Observatorul Palomar de Schelte J. Bus. 
Obiectul prezintă o orbită caracterizată de o semiaxă mare de 3,1882039 UAi, o excentricitate de 0,07, o înclinație de 12,29577 ° în raport cu ecliptica.